# Conjunto histórico industrial de Arnao

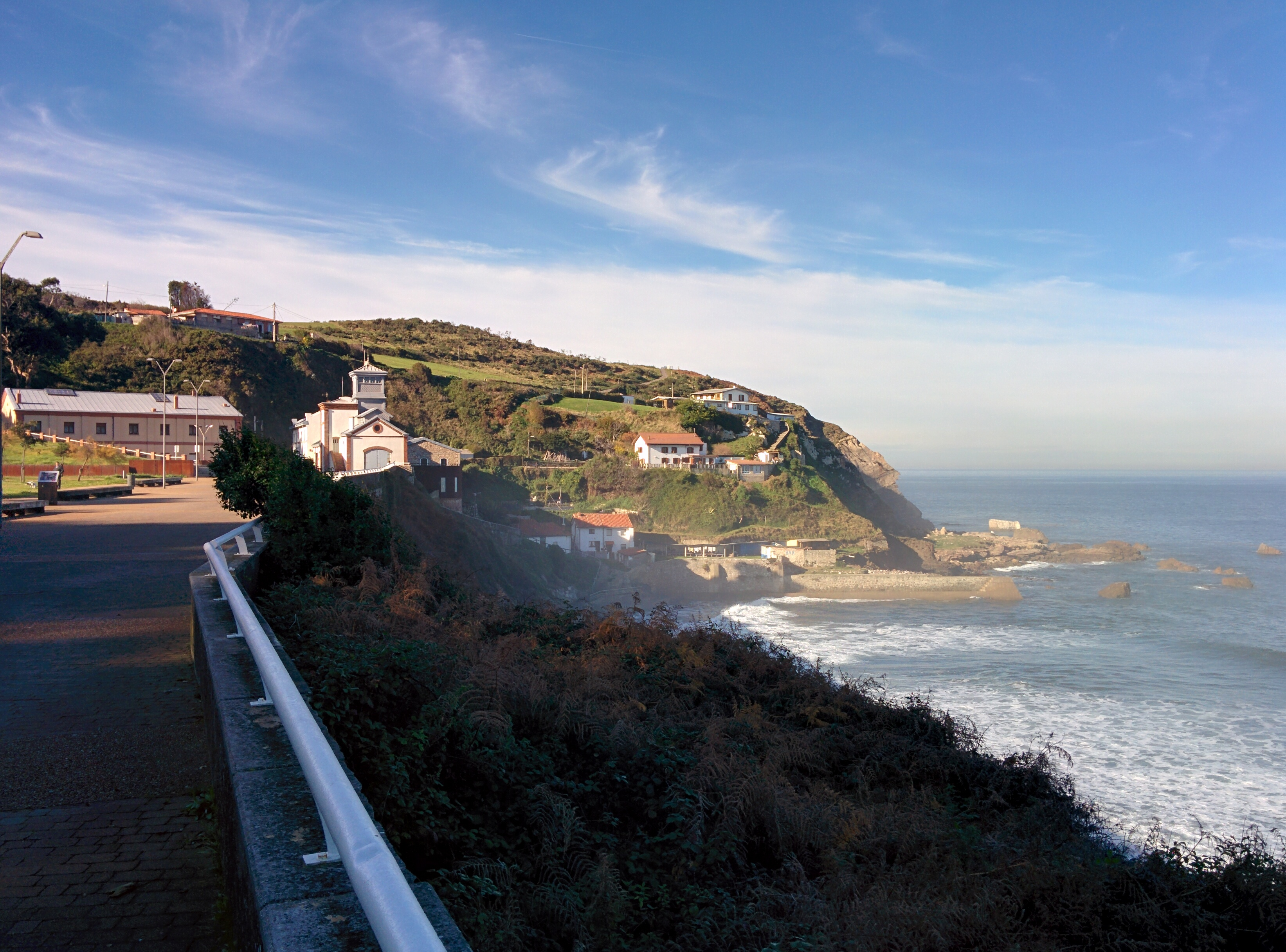
Vista de la costa cantábrica junto a la mina de Arnao

El conjunto histórico industrial de Arnao es un grupo de elemento muebles e inmuebles relacionados con la Real Compañía Asturiana de Minas situado en el concejo asturiano de Castrillón, en el norte de España. El conjunto forma parte del Inventario del  Patrimonio Cultural de Asturias desde el año 2007. Los elementos que forman parte del conjunto son restos de la antigua mina de carbón,  de la fábrica de zinc y de viviendas para obreros y empleados de la Real Compañía.

## Elementos
Los elementos incluidos en el conjunto histórico industrial de Arnao son:
1. Casino;
2. Castillete y sala de máquinas;
3. Túnel de la playa de Arnao;
4. Escuela de Arnao;
5. Escuelas del Ave María;
6. Residencia de invitados de Asturiana de Zinc, S.A.;
7. Vivienda unifamiliar pareada (números 69, Casa Lin, y 71);
8. Vivienda unifamiliar en hilera (bloque “La República” en el Lugarón);
9. Vivienda unifamiliar pareada (número 31 y contigua);
10. Vivienda unifamiliar pareada (número 39 y contigua);
11. Cuarteles de Arnao (cuatro viviendas en hilera);
12. La Casona de Arnao;
13. Laboratorio de la Real Compañía Asturiana de Minas;
14. Casa del químico;
15. Cuarteles de la Real Compañía Asturiana de Minas junto al laboratorio;
16. Viviendas unifamiliares en hilera, «Casas de Eduardo Firme»;
17. Naves anteriores a la guerra civil de la fábrica de metalurgia de zinc;
18. Túnel del ferrocarril de Arnao;
19. Túnel viejo;
20. Chimenea de ventilación de Las Chavolas;
21. Viviendas unifamiliares en hilera en el Pontón (número 46 y contiguas);
22. Conjunto de viviendas unifamiliares de Las Chavolas, vinculadas a la Real Compañía Asturiana de Minas;
23. Conjunto de viviendas unifamiliares de El Pontón, vinculadas a la Real Compañía Asturiana de Minas;
24. Archivo de Asturiana de Zinc;
25. Locomotora Eleonore;
26. Locomotora Rojillín.

## Bienes inmuebles

### Casino
El edificio conocido como el casino es una construcción de gran tamaño emplazada sobre un acantilado que precisa de una estructura de nivelación a base de ladrillo macizo abierta en arcadas y visible en la trasera. 
Existe un primer edificio de planta rectangular, con fachada en uno de sus lados largos, alineado con el castillete y sala de máquinas, a la que se adosa por uno de sus lados cortos; está desarrollado en bajo y piso con bajocubierta, con los hastiales mínimamente decorados, que recibe un tejado independiente a dos aguas. A su trasera se adosa un cuerpo de planta en L corta que envuelve la parte posterior de la citada casa de máquinas. Éste tiene una cubierta a única vertiente realizada también en zinc. La primera pieza mencionada, probablemente más antigua, tiene en el alzado principal cuatro puertas, línea de imposta que separa del piso en el que se abren ventanales y aleros sobre ménsulas. El costado libre es ciego a excepción de un óculo en el bajocubierta. El cuerpo posterior tiene una única planta acusada en la trasera por ventanas en arco rebajado, en ladrillo macizo, recortadas en muros de mampostería de piedra vista; se correspondería con el semisótano un cuerpo de gran altura en el que se practican dos arcadas de gran tamaño, anteriormente cegadas parcialmente.
Tras su rehabilitación a comienzos del siglo xx, alberga el centro de interpretación del museo de la mina.

### Túnel de la playa de Arnao
El túnel de la playa de Arnao es realmente un paso inferior para servicio del ferrocarril y un paso superior que conecta la Casona con la Casina. Tiene unas dimensiones reducidas: 5 metros de largo por 3,75 de ancho y 2,70 de altura hasta el arranque del arco y 3,90 de flecha. La obra de fábrica está realizada en sillares de piedra a excepción de la bóveda de medio punto, que es de ladrillo macizo. En la actualidad permite el acceso rodado a la zona de La Mina.
Construido hacia 1855, fue incluido en el catálogo del Inventario del Patrimonio Histórico Industrial de Asturias (1985-1987) con el código IPHI-608.

### Escuela de Arnao
La escuela de Arnao es un edificio exento de planta rectangular al que se adosan en alzados este y oeste sendos pabellones de menor tamaño. El pabellón frontal (el sur) constituía la galería de acceso, mediante dos puertas, a sendas aulas, contando con dos plantas a las que se accedía por una escalerilla. El pabellón norte tenía dos aseos y contaba con dos escalerillas de acceso desde el exterior, hoy desaparecidas. Se desarrolla esta escuela en tres niveles: semisótano, piso principal y desván. La cubierta es a dos aguas, siguiendo el eje norte sur, con teja plana y aleros de cierto vuelo sobre jabalcones y ménsulas de mínima talla, que se prolongan cubriendo los pabellones frontal y trasero. El semisótano se corresponde con un zócalo de sillarejo visto y remata en una línea de imposta. Es practicable desde la vía pública y se convierte en una simple cámara de ventilación con pequeños ojos de buey con recercos de ladrillo visto en el lateral opuesto. El cuerpo principal de paramentos cargados y pintados se ve calado por amplios ventanales con carpintería antigua de madera. La fachada oeste se corresponde con una galería.

### Escuelas del Ave María

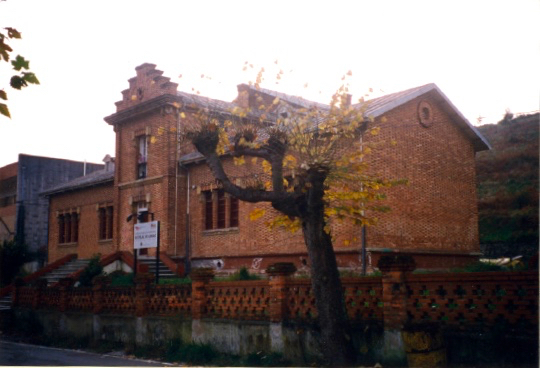
Fachada de las escuelas del Ave María

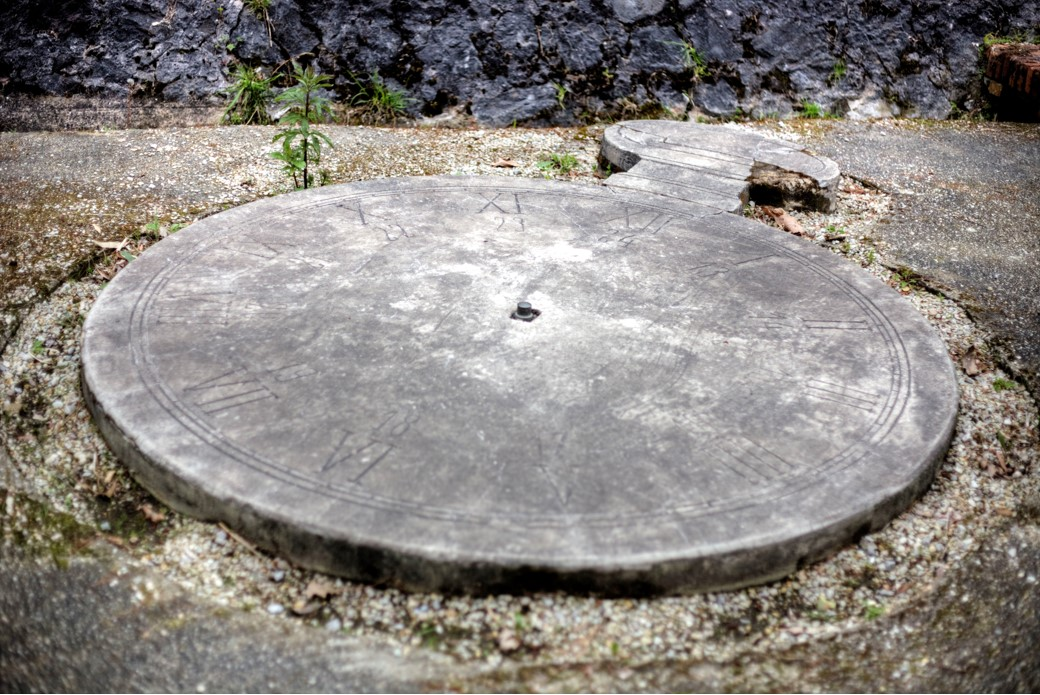
Reloj de piedra en el patio trasero de las escuelas del Ave María.

Las escuelas de Ave María fueron construidas entre 1910 y 1913 según el diseño del arquitecto Tomás Acha Zulueta y formaban un conjunto escolar que consta de un edificio principal y dos menores dedicados a parvulario. Estaban destinadas a niños y niñas, hijos de los obreros de la fábrica, y seguían las teorías del padre Manjón, fundador de las Escuelas del Ave María en Granada. En este edificio de Arnao prima lo funcional y utilitario sobre la vertiente estilística o decorativa, pudiendo, no obstante, reconocerse elementos ligados al modernismo de Viena o a la escuela escocesa. El conjunto está inscrito en una finca ajardinada con cuidado cierre de ladrillo, con celosas entre pilares, cuyo acceso principal está servido por una escalera de gran porte. Es un edificio en planta de T con cuerpo central de dos pisos y remate en hastial escalonado (donde se localizaba la vivienda del maestro) y dos alas laterales de planta rectangular, teniendo dos pisos en el alzado trasero. La fachada principal es simétrica, con sendos pares de ventanas tripartitas en los pabellones laterales.
Construidas en ladrillo macizo visto, combinando piezas de distinto tono. Los huecos son amplios y rasgados con recerco de factura de ladrillo de calidad. Patios en la trasera con relieves didácticos (mapamundi, mapas de España y Asturias, abecedario, números...). La cubierta es a chapa y listón de zinc con buhardillas y respiraderos, a dos aguas, con caballete paralelo a la fachada y en los pabellones laterales, mientras que en el central tiene dos vertientes pero con caballete perpendicular. Tiene cámara de ventilación, óculos y bajocubierta en la zona trasera del cuerpo central exclusivamente.
Fueron incluidas en el catálogo del Inventario del Patrimonio Histórico Industrial de Asturias (1985-1987) con el código IPHI-603 y con el IPAA Cast-3 en el del Inventario del Patrimonio Arquitectónico de Asturias (1977-1978).

### Residencia de invitados de Asturiana de Zinc
La residencia de invitados de Asturiana de Zinc es un edificio de planta rectangular desarrollado en tres niveles, bajo, piso noble y bajocubierta, de sencilla pero cuidada factura. Tiene un cuerpo principal cuya fachada es la representativa, con acceso mediante escalinata que da paso a un sencillo porche resguardado por la terraza sobre pilares abierta ante el piso noble. Cubre a dos aguas con la característica chapa de zinc y el caballete paralelo al eje mayor. En la trasera se aprecia un cuerpo adosado que tiene también dos alturas, pero que recibe una cubierta independiente a cuatro aguas (dos a dos) perpendiculares a la del cuerpo principal. Huecos adintelados de desarrollo vertical.

### Viviendas unifamiliares pareadas
Las viviendas unifamiliares pareadas números 69, Casa Lin, y 71; número 31 y contigua y número 39 y contigua se encuentran emplazadas en Arnao. Tiene planta rectangular desarrollada en bajo y piso, con cubierta a dos aguas y caballete paralelo al eje mayor, rodeadas de finca ajardinada y para otros usos. La fachada principal presenta corredor entre cortafuegos con sencilla barrotera y pies derechos, que resguarda un zaguán. Apertura regular de los huecos. La fábrica se presenta cargada y lucida y la cubierta es de chapa de zinc. El cierre ante la carretera se resuelve con un muro bajo sobre el que figura una celosía de ladrillo macizo con pilarcillos rematados en molduras.

### Bloque «La República»
El bloque «La República», en El Lugarón, es una hilera de viviendas unifamiliares entre medianeras de desigual superficie que se corresponden con un modelo de alojamiento obrero desarrollado en bajo más uno con cubierta a doble vertiente y caballete paralelo al eje mayor. La caja de muros está realizada con piedra y ladrillo. Todas presentan en el frente un espacio libre cerrado por un muro bajo y en la fachada principal un cuerpo volado (corredor que resguarda la zona de acceso). Conservan el cierre original los números 7 y 15, a base de celosía de ladrillo macizo.

### Cuarteles de Arnao
Los cuarteles de Arnao son cuatro viviendas dispuestas en hilera, con planta rectangular que se desarrollan en bajo y piso; presentan corredor de barrotes de madera y pies derechos con sencillas zapatas entre cortafuegos. Los huecos se practican con simétrica regularidad en ambas plantas. Cubierta a dos aguas con teja cerámica.

### La Casona de Arnao

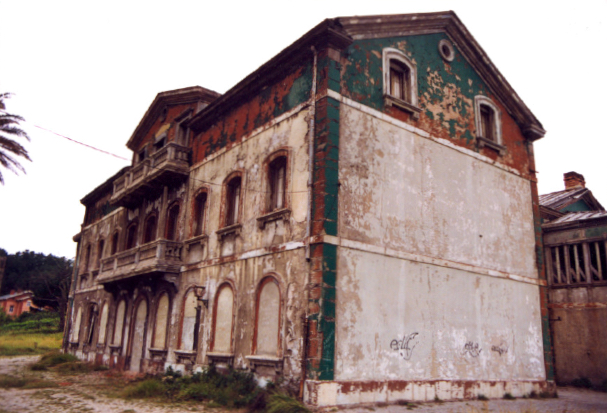
El edificio conocido como "la Casona.

La Casona es un edificio, de empaque casi palacial, construido en dos fases, correspondientes a los años 1880 y 1903, por la Real Compañía Asturiana de Minas, como vivienda del director de sus dependencias asturianas. Estuvo habitado por la familia Sitges y desde el siglo XIX es conocida entre los vecinos por ese nombre: "la Casona".
En origen, y tal y como fue proyectado, se trataba de un inmueble formado por dos bloques de planta rectangular dispuestos en paralelo en dirección este-oeste, unidos por un corredor transversal volado acristalado, compuesto por dos vigas de doble T de hierro roblonado, existiendo un patio rectangular entre ellos. El bloque delantero, de tres pisos (el tercero en bajocubierta) presentaba cubierta a dos aguas con fachada horizontal de composición sencilla en la que se privilegiaba a la calle central, rematada en hastial apuntado. Contaba con un balcón volado sobre la puerta de acceso, con una balaustrada de zinc sobre grandes ménsulas.  Triple balcón en el piso superior, estando los huecos moldurados con chapa de zinc imitando trabajo de ladrillo y abriéndose regularmente con perfil en arco de medio punto en planta, rebajado en el primer piso y adintelado en el ático. En el lado occidental se adosaba, retrasada respecto al plano de fachada, una capilla de cierta inspiración medieval.
El bloque posterior era más modesto y popular, con corredor de madera, entradas con halconeras de madera y cristal y cubierta a dos aguas con remates amansardados. La carpintería original y los soportes de la balaustrada de los balcones eran de zinc.
Posee la Casona una extensa finca ajardinada delimitada por un murete y la característica en Arnao celosía de ladrillo macizo. Destacaba el uso de zinc en casi todos los revestimientos aunque a veces se finge el empleo de otros materiales. En las habitaciones nobles el techo presentaba artesonado de zinc trabajado imitando carpintería de madera.
En 2007 las edificaciones de La Casona se encontraban en buena medida desmanteladas, sin elementos aprovechables en la decoración interior o exterior. Había desaparecido la cubierta de zinc, estando los forjados y escaleras derrumbados en parte, presentando un grave deterioro la totalidad de los elementos resistentes de suelos y cubiertas, todos ellos de madera.
Fue incluida en el catálogo del Inventario del Patrimonio Histórico Industrial de Asturias (1985-1987) con el código IPHI-600 y con el IPAA Cast-2 en el del Inventario del Patrimonio Arquitectónico de Asturias (1977-1978).

### Laboratorio de la Real Compañía Asturiana de Minas
El laboratorio de la Real Compañía Asturiana de Minas es un edificio exento de planta rectangular, dispuesto en un terreno con leve pendiente que se aprovecha como sótano y que se desarrolla en una sola altura. A él se adosan dos naves, una con cubierta de diente de sierra y la otra con cubierta a doble vertiente. Ambas naves repiten el esquema de sótano y planta principal.
En la fachada norte se adosa un pabellón rectangular, paralelo al edificio del laboratorio, de una sola planta. La cubierta de todo este conjunto es de chapa y listón de zinc sobre armadura de madera. 
El laboratorio, cubierto a cuatro aguas, presenta caja de muros macizos de buena piedra cargada y lucida, con cimacio de zinc en la cornisa.
De finales del siglo XIX, fue incluido en el catálogo del Inventario del Patrimonio Histórico Industrial de Asturias (1985-1987) con el código IPHI-604.

### Casa del químico
La casa del químico es un edificio exento de planta rectangular desarrollada en dos alturas más bajocubierta a la que se añade un pequeño pabellón de planta rectangular de dos alturas y cubierta independiente.
Está realizado con caja de muros de ladrillo macizo cargado y pintado, empleándose este material visto en los arcos rebajados que rematan los vanos. Éstos se practican con regularidad, pudiendo señalar la presencia de óculos en la trasera que iluminarían la caja de la escalera. La cubierta es a dos aguas con chapa y listón de zinc con respiraderos; el alero es de madera sobre simples ménsulas. Se conserva la carpintería original con contraventanas interiores.
De finales del siglo XIX o principios del XX, fue incluida en el catálogo del Inventario del Patrimonio Histórico Industrial de Asturias (1985-1987) con el código IPHI-610.

### Cuarteles junto al laboratorio
Los cuarteles junto al laboratorio son unas edificaciones residenciales destinadas a empleados de la empresa, precedidas de un jardín y huerta trasera, actualmente convertida en un callejón al que se abren cobertizos. 
El cierre es el característico de celosía de ladrillo macizo entre pilares. Las viviendas, dispuestas en hilera, tal vez en origen eran cuatro, conservándose en la actualidad dos, que tienen planta rectangular y se desarrollan en bajo y piso. Presentan corredor de barrotes de madera y pies derechos con sencillas zapatas entre cortafuegos; los huecos se practican con regularidad simétrica en ambas plantas. La cubierta es a dos aguas con chapa y listón de zinc con respiraderos. 
El interior se dividía en recibidor, cocina, pasillo, comedor y servicio en planta, con el dormitorio principal abierto a la fachada y otro trasero.

### Casas de Eduardo Firme
Las casas de Eduardo Firme son tres viviviendas unifamiliares en un edificio de planta rectangular desarrollado en dos alturas destinadas a empleados de la fundición, de las cuales la situada en el extremo occidental es algo menor. La fachada principal está dividida en cuatro paños de igual longitud mediante pilastras en ligero relieve. Vanos adintelados que en el piso superior se corresponden con balcones enrasados con antepechos en cruz de San Andrés; éstos aparecen recercados con bandas de carga pintada.
Todo el bloque presenta una cubierta a dos aguas con caballete paralelo al frente, con chapa y listón de zinc con respiraderos. Se rodeaba el conjunto de una finca ajardinada ante la fachada principal, con el característico en Arnao cierre de celosía de ladrillo macizo.
De principios del siglo XX, fueron incluidas en el catálogo del Inventario del Patrimonio Histórico Industrial de Asturias (1985-1987) con el código IPHI-612.

### Naves anteriores a la guerra civil de la fábrica de metalurgia de zinc

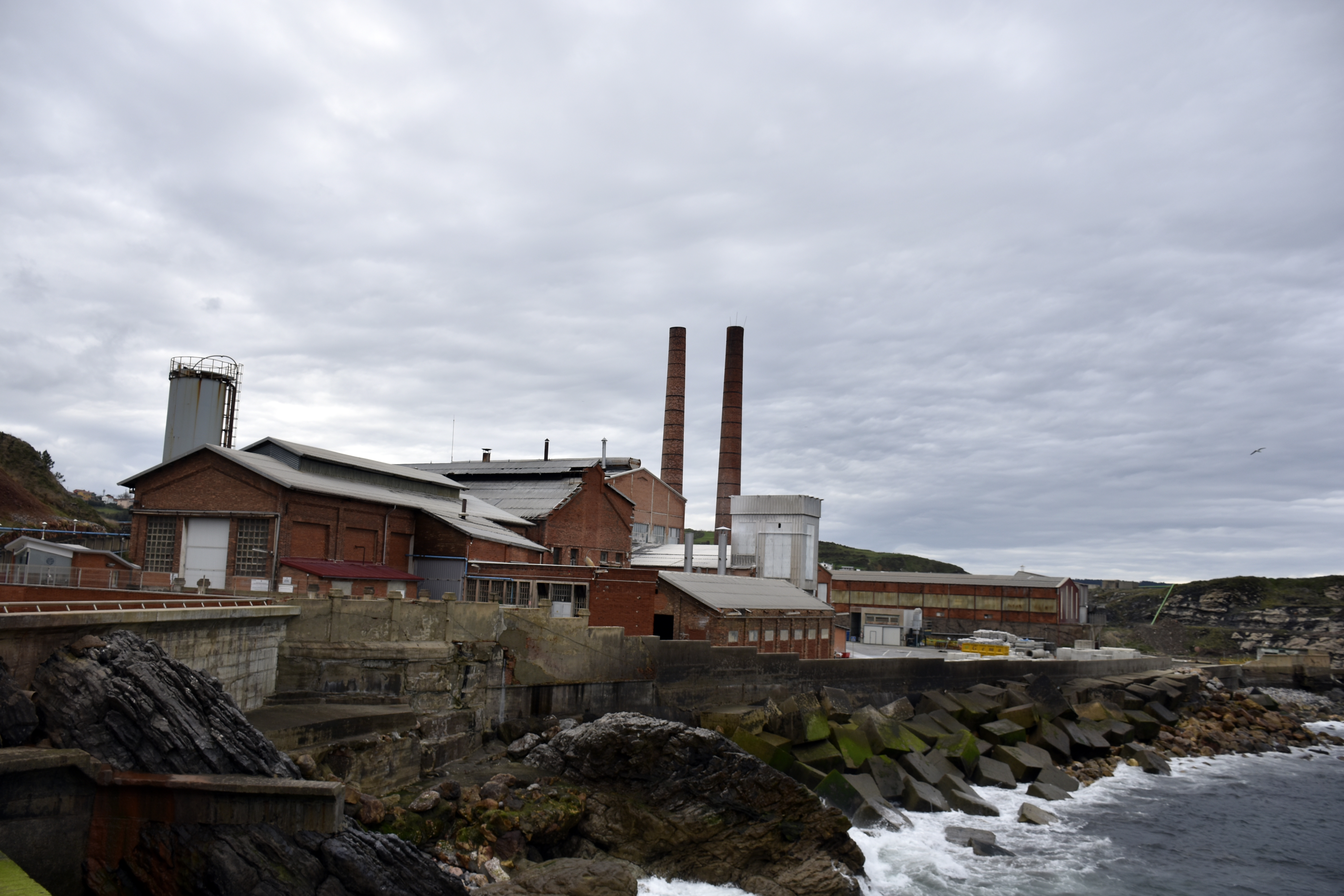

Del conjunto de la fábrica de metalurgia de zinc, que ocupa una gran superficie en una zona aproximadamente llana junto al mar, son las tres naves localizadas al noreste del recinto, entre la carretera que procede del túnel que comunica Arnao con Salinas y la playa del Dólar. Se trata de construcciones datables en un momento anterior a la guerra civil de 1936-1939 y ya formaban parte de documentos de catalogación elaborados por la Consejería de Cultura en los años 1980, concretamente del Inventario del Patrimonio Histórico Industrial de Asturias.
Se trata de una nave situada a continuación de la garita existente en esta zona del complejo fabril y de otras dos dispuestas de manera perpendicular a la primera.
Todas estas naves, de planta rectangular, están realizadas en ladrillo macizo de color rojo, siendo su cubierta a dos aguas y la techumbre de tela de zinc. Su altura va ascendiendo desde la primera nave localizada junto a la garita hasta la tercera, que se localiza junto a dos chimeneas.

### Túnel de San Martín

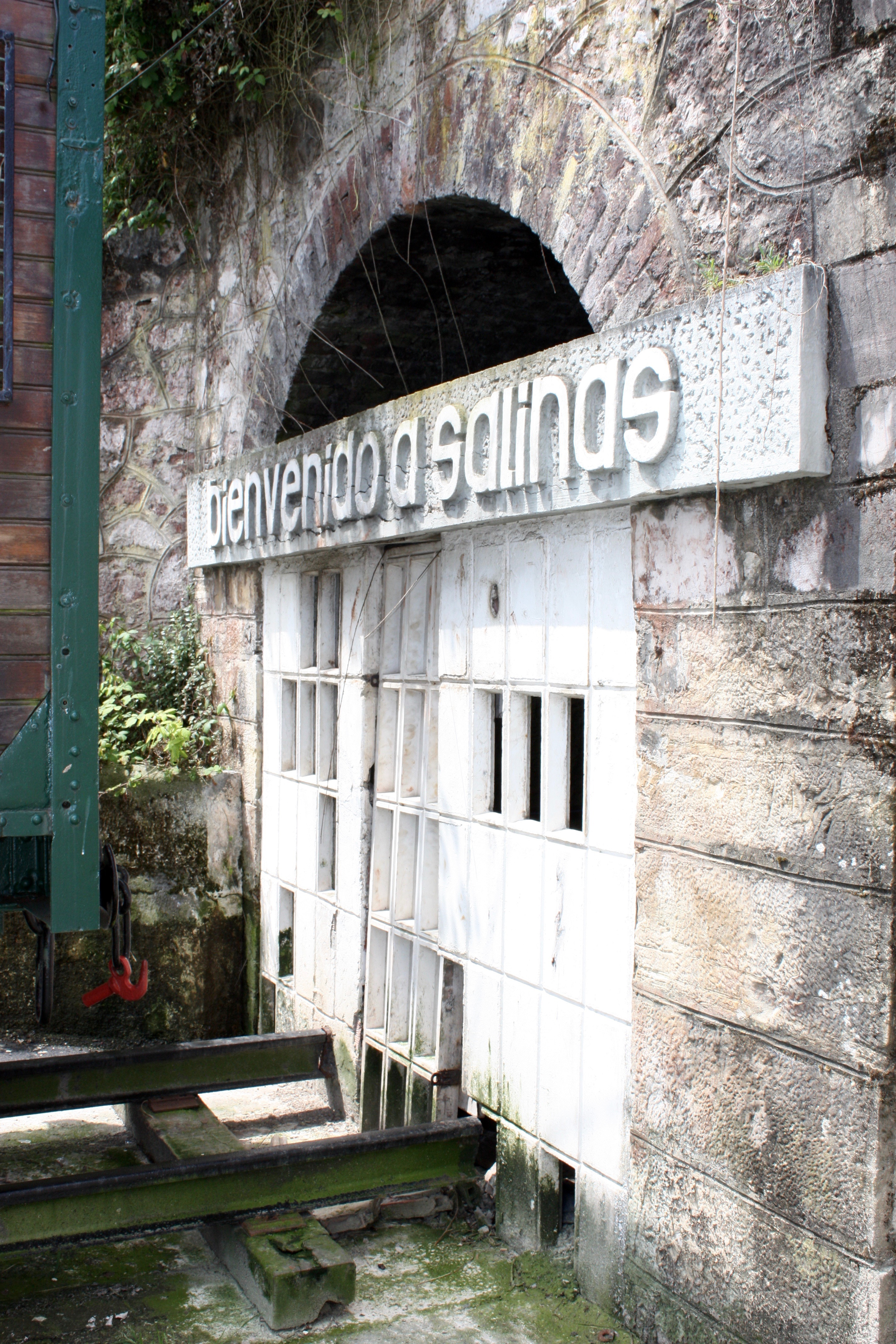
Boca oriental del túnel de San Martín (Salinas)

El túnel de San Martín se trata de una obra subterránea de 615 metros de longitud, que describe una suave curva situado entre Arnao y Salinas. Con 2,50 m de ancho y 3,30 m de alto, fue excavado en 20 meses a sección completa desde las dos bocas, sin pozos intermedios. Su sostenimiento se realiza en los extremos con sillares de piedra concertados en los hastiales y ladrillo macizo en la bóveda, de cañón. En la zona central no tiene sostenimiento artificial, directamente en la roca. El cale se produjo a 204 m de la boca de Arnao, de los que 150 m se excavaron en caliza del Devónico.
Fue excavado entre 1854 y 1855 para la primitiva vía de ancho de 800 mm del ferrocarril que conectaba la fundición de zinc con el muelle de la Real Compañía en el puerto de Avilés. A su finalización era, según Javier Fernández López, director del Museo del Ferrocarril de Asturias, el más largo de España.
En la actualidad, en su boca oriental, en Salinas, se encuentra la locomotora Rojillín.

### Túnel de Arnao

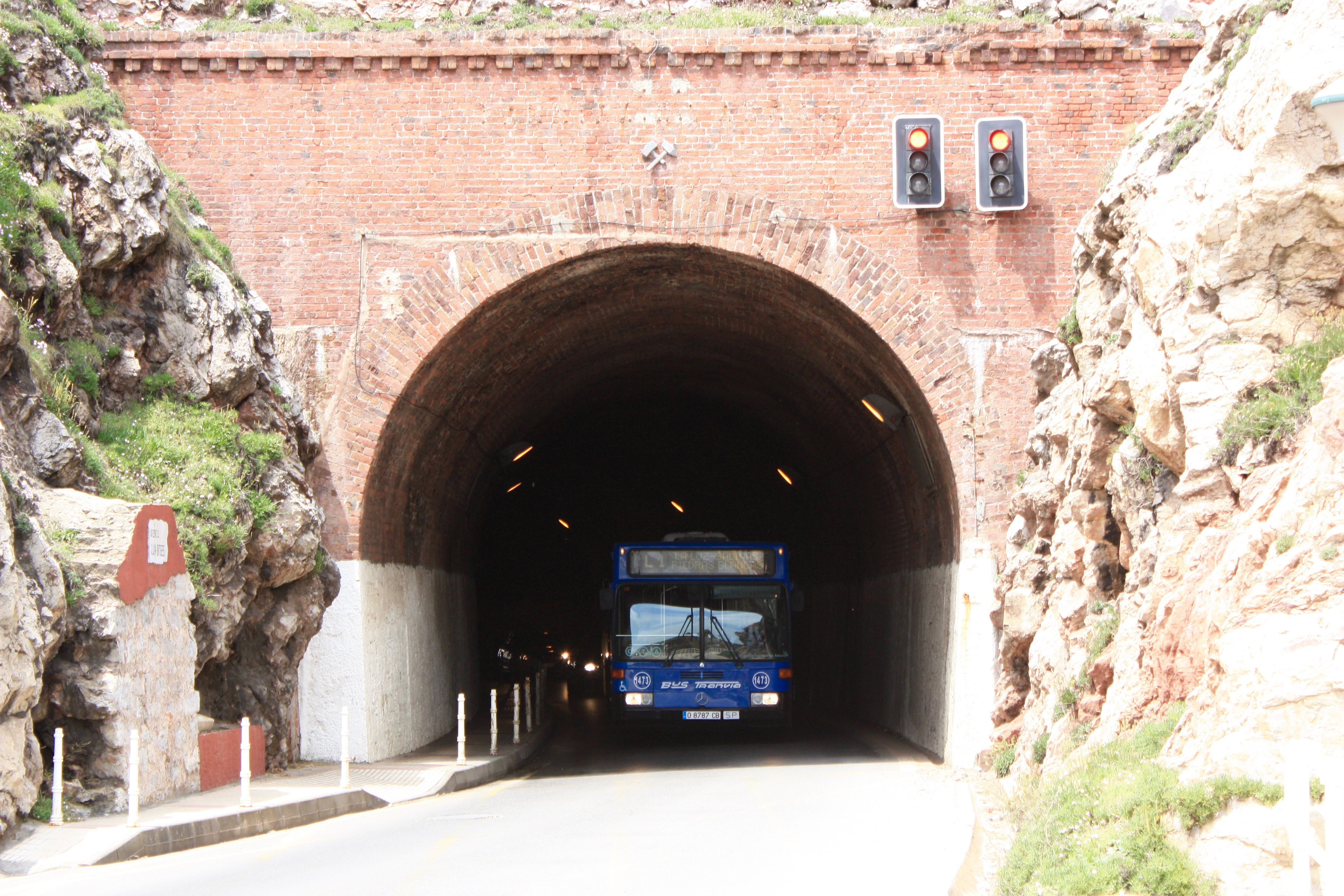
Boca oriental del túnel de Arnao

El ahora conocido como túnel de Arnao fue construido como alternativa al de San Martín para añadir el ancho de vía de 1668 mm a la línea desde la fundición hasta el muelle de San Juan. El reducido gálibo de San Martín impedía su utilización en ancho ibérico.
En la actualidad permite el tráfico de automóviles entre Arnao y Salinas, de forma alternativa, regulado por semáforos. En la boca de Salinas presenta todo el frente en ladrillo macizo rematado en línea de imposta sobre piezas en resalte y destacando un emblema alusivo al trabajo industrial, con maza y pica cruzados.
Además de los tres carriles para los dos anchos del ferrocarril de la Real Compañía, albergó los de la Compañía del Tranvía Eléctrico de Avilés, de 1000 mm de ancho de vía, en el hastial opuesto. Esto constituye un caso singular por la presencia de tres anchos de vía distintos dentro de un mismo túnel.
Fue incluido en el catálogo del Inventario del Patrimonio Histórico Industrial de Asturias (1985-1987) con el código IPHI-607.

### Chimenea de ventilación de Las Chavolas
La chimenea de ventilación de Las Chavolas son los restos de una construcción de ladrillo macizo aplantillado rojo que presenta en la actualidad una altura estimada de unos cinco metros. Las hiladas superiores han desaparecido. La pieza de ladrillo que conforma el cilindro de la chimenea es de planta trapezoidal. De sección circular, su diámetro exterior aproximado es de dos metros.  
Es una de las chimeneas de ventilación con que contaba la mina y la única que contaba con un hogar. Esta chimenear viene referenciada en el plano de labores de 1905, siendo, pues, su construcción anterior a esa fecha. 
Se encuentra situada en el jardín de una vivienda privada del pueblo de Las Chavolas en la parroquia de Santa María del Mar.

### Conjunto de viviendas unifamiliares de Las Chavolas
El conjunto de viviendas unifamiliares de Las Chavolas está formado por los ejemplares supervivientes de una tipología de edificios vinculados a los trabajadores de la Real Compañía en Arnao. Estos edificios responden a un modelo unitario que presenta planta rectangular, con un característico perfil de cubierta asimétrico y que se asemejan en su lenguaje arquitectónico al modelo de vivienda tradicional, con muros de carga en los hastiales, corredor de tres vanos en la planta primera, sostenido por dos pilares de madera, y antojana en la planta baja, todo ello ubicado en la fachada con orientación sur. Presentan una composición simétrica de huecos en todas sus fachadas.

### Conjunto de viviendas unifamiliares de El Pontón
El conjunto de El Pontón es un ejemplo de fila longitudinal de viviendas unifamiliares adosadas con antojana delantera con jardín y terreno trasero para posibles usos agrícolas. Tienen planta rectangular con dos cuerpos de planta similar pero de perímetro más pequeño y menor altura adosados a la trasera, uno por cada dos viviendas, con escaleras en los extremos para permitir el acceso a la planta desde esa zona.
El desarrollo en altura es de planta, piso y semisótano, que adquiere bastante desarrollo detrás, lo que es aprovechado como trastero. Se cubre a dos aguas, con caballete paralelo a la fachada. La composición es sencilla, con huecos adintelados, puerta y ventana en planta, y corredor con sencilla balaustrada de madera, con ventana y ventana balconera, en piso. Se marca la zona semisótano con aplacado pétreo y el frente de los muros hastiales que enmarcan el corredor. Las puertas de acceso a los trasteros conservan la carpintería de madera original. Se conserva también el cierre original a base de un murete calado en ladrillo macizo, a modo de celosía, entre pilares bien marcados.

### Archivo de Asturiana de Zinc
El Archivo de Asturiana de Zinc constituye un caso excepcional dentro del panorama documental de las empresas asturianas por contar con un archivo histórico como tal, con personal dedicado exclusivamente a su conservación y cuidado y, además, por haberse conservado sus fondos documentales en un grado de integridad muy notable desde 1833 hasta bien entrados los años 70.
Es, sin duda, el conjunto documental mejor conservado y más importante, desde los puntos de vista cuantitativo y cualitativo, del Principado de Asturias. La documentación está comprendida entre los años 1729 y 1983, con 6 430 legajos y 26 489 libros, que ocupan un total de 400 metros lineales de espacio. Aunque se conserva documentación en casi todas las instalaciones antiguas y pendidente de uso de la compañía en Arnao, se destina a archivo histórico y a área de trabajo una edificación concreta, en la que existen unas antiguas oficinas de las que se han dedicado tres cuartos a depósitos documentales.
Apenas se observan lagunas en la mayor parte de las series documentales desde 1874. Únicamente llama la atención la escasez de materiales generados durante la Primera Guerra Mundial (1914-1918), que, por alguna razón que se desconoce, han llegado muy segmentados al archivo. La estructura organizativa de la documentación refleja dos modalidades de agrupación: “Correspondencia” y “Cuentas”. Bajo este último epígrafe se guardaban, sobre todo, materiales de intervención, aunque también se encuentran documentos de las secciones de producción y comercialización. Hay estructuras de propiedad y poderes desde 1729 hasta 1960. Por lo que respecta al resto de ubicaciones materiales de los fondos, el antiguo Hospital de Arnao alberga materiales desde 1932 hasta 1975 relacionados con la sanidad de la empresa. Hay fondos íntegros de dirección desde 1926 hasta la década de 1980 en las edificaciones abandonadas anexas al actual archivo histórico. Esa parte del fondo, que conserva su ordenación original, es enorme: abundan los materiales gráficos, cartográficos y espaciales y se conservan algunos fondos procedentes de empresas participadas o adquiridas, que están aún en fase de recogida y almacenamiento.

## Bienes muebles

### Locomotora Eleonore

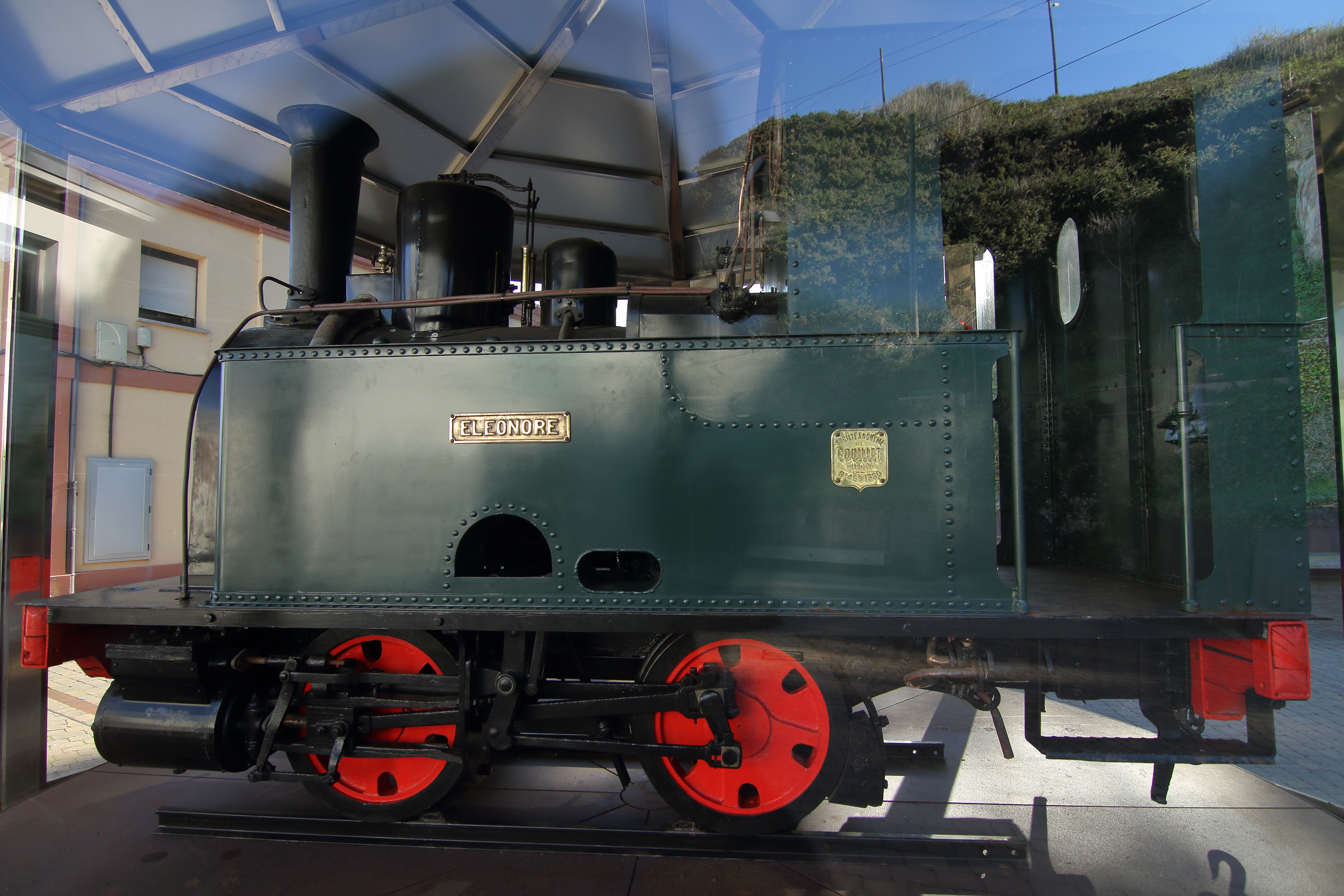

La locomotora de vapor  Eleonore es la única de 800 mm de ancho de vía preservada en España. Fue construida en 1880 por la empresa belga Société des hauts-fourneaux, usines et charbonnages de Marcinelle et Couillet (más conocida como Couillet) para el ferrocarril de la RCAM QUE unía sus instalaciones de Arnao con el muelle de San Juan de Nieva, en el puerto de Avilés. Estuvo almacenada en el embarque exterior de la mina hasta su restauración en 2010 y tras ella fue situada en la plaza de la mina de Arnao.

### Locomotora Rojillín

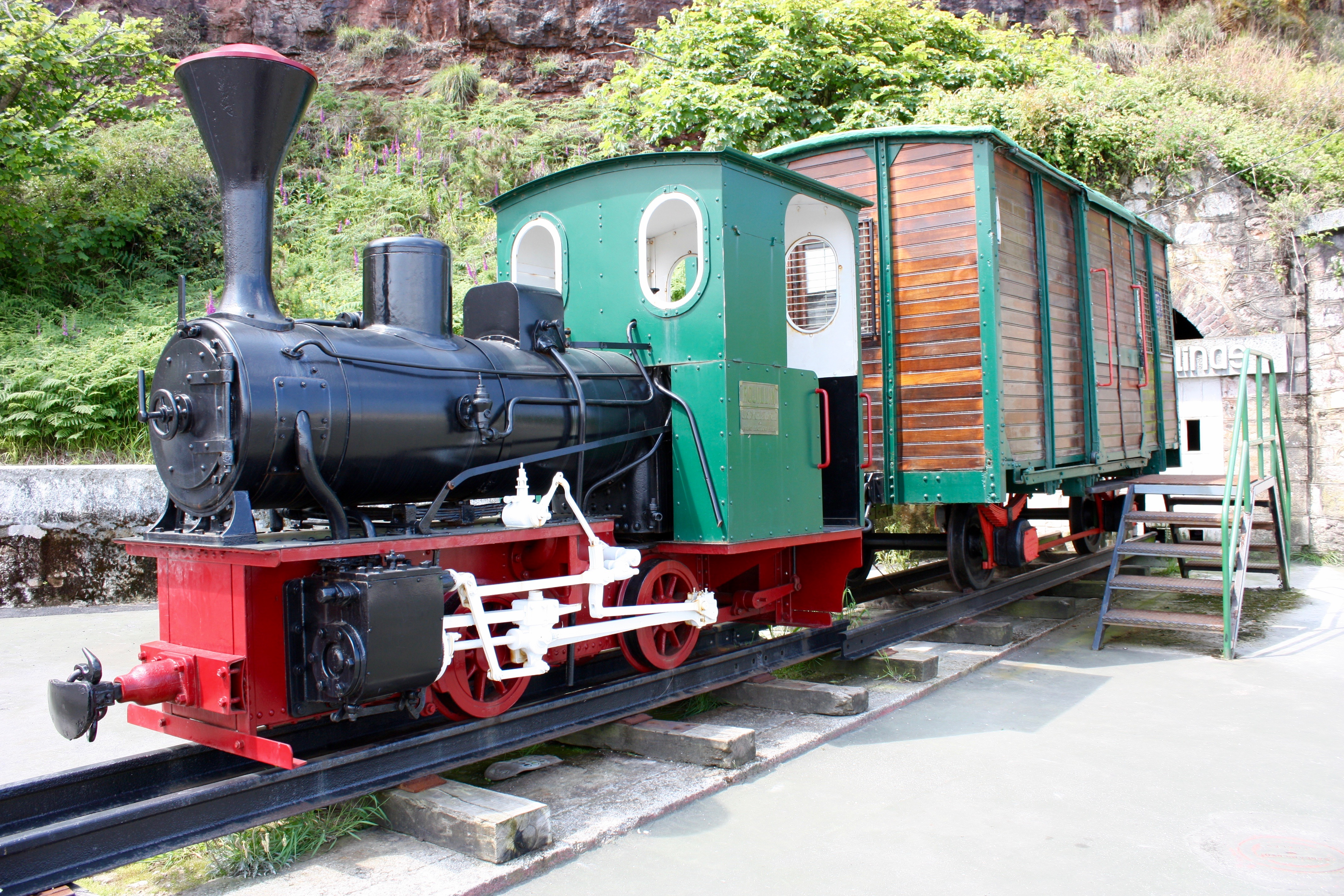
Conjunto formado por la locomotora de vapor Rojillín y el vagón de información turística delante del túnel de San Martín.

La locomotora de vapor  Rojillín se encuentra situada en la boca oriental del túnel de San Martín, en Salinas.
Fue adquirida a la fabricante alemana Orenstein & Koppel, A. G. (OK) en 1925 para el servicio en la mina de Reocín (Cantabria). Tras su retiro pasó a propiedad municipal de Castrillón en 1982 y estuvo situada en las inmediaciones del edificio del antiguo ayuntamiento.
Entre Rojillín y la boca del túnel está situado un vagón cerrado de dos ejes y ancho métrico fabricado por Construcciones y Auxiliar de Ferrocarriles (CAF) en 1950 y rehabilitado para su uso como oficina de información turística.
La locomotora tiene un ancho de vía de 550 mm y un rodaje 020WT, según la nomenclatura utilizada en España: dos ejes motores acoplados, con tanque de agua bajo la caldera. Además cuenta con cilindros y distribución exteriores.
Fue incluida en el catálogo del Inventario del Patrimonio Histórico Industrial de Asturias (1985-1987) con el código IPHI-514.